# Morazán (Honduras)
Morazán is een gemeente (gemeentecode 1806) in het departement Yoro in Honduras.
De eerste bewoners woonden op een plaats die Toledo heet, op 3 km van het huidige dorp. Toen het dorp in 1843 gesticht werd, heette het Cataguana. Later is de naam veranderd, ter ere van Francisco Morazán. Het dorp was erg klein, totdat een Cubaan met de naam Santiago Badún hier hout begon te exploiteren.
De gemeente wordt doorkruist door de bergketens Cordillera del Nombre de Dios en Cordillera Sulaco. Daartussen liggen vruchtbare valleien. Door de gemeente stromen de rivieren Lena, Guaymas, Cuyamapa en Pijol.

## Bevolking
De bevolking is als volgt verdeeld:
| Vrouwen | 22.030 | 51% |
| Mannen  | 21.133 | 49% |

## Dorpen
De gemeente bestaat uit 23 dorpen (aldea), waarvan de grootste qua inwoneraantal: Morazán  (code 180601) en San Juan de Camalote (180624).